# Hayle İbrahimov

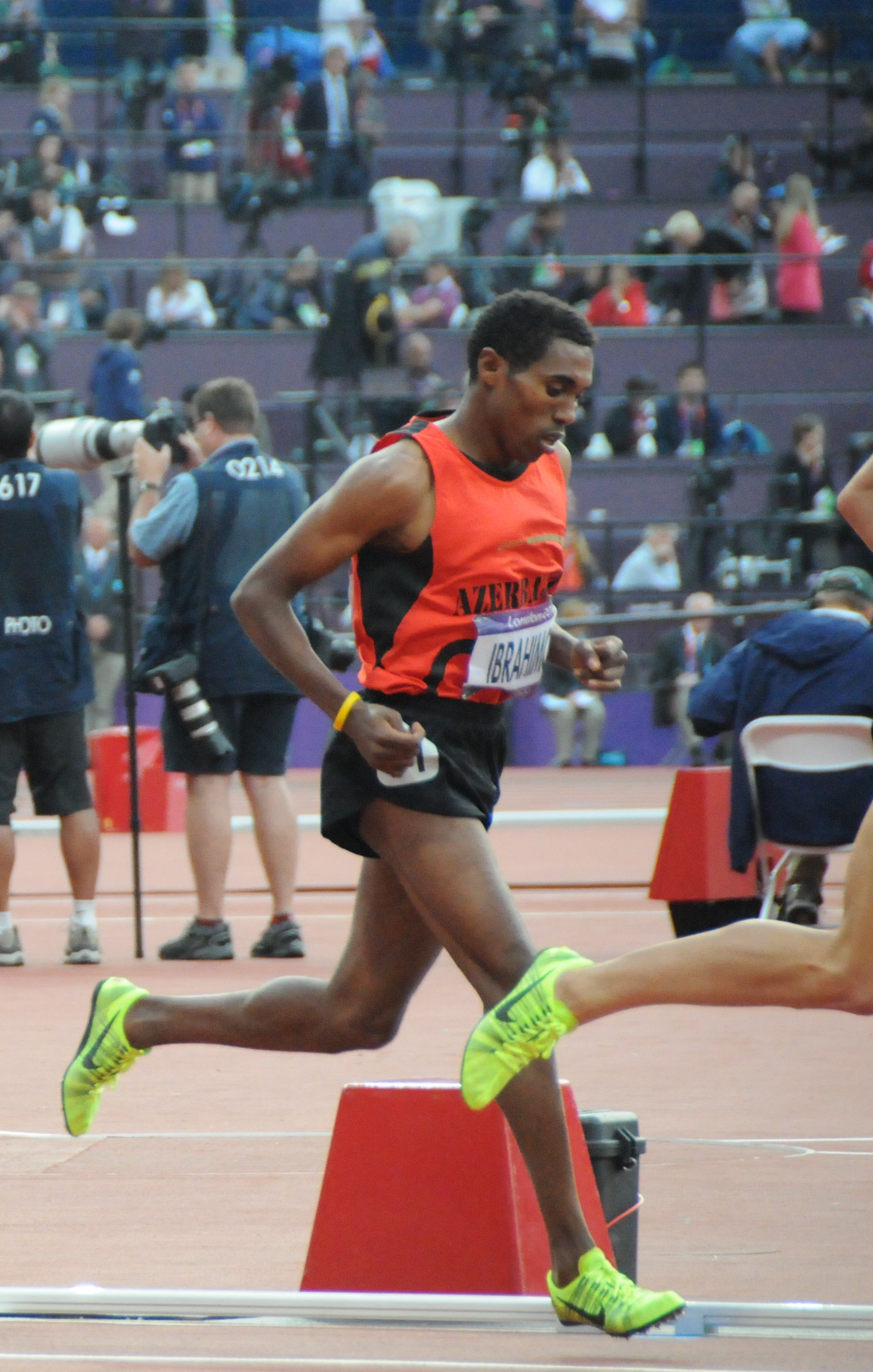
Hayle İbrahimov, 2012

Hayle İbrahimov (Geburtsname Haile Desta Hagos; * 18. Januar 1990 in Mek’ele) ist ein aserbaidschanischer Langstreckenläufer äthiopischer Herkunft.
Im Februar 2009 erhielt er die aserbaidschanische Staatsangehörigkeit. Im selben Jahr stellte er mit 7:51,68 min einen nationalen Rekord über 3000 Meter auf und gewann bei den Junioreneuropameisterschaften Gold über 5000 und 10.000 Meter.
Im Jahr darauf scheiterte er bei den Hallenweltmeisterschaften in Doha trotz eines nationalen Hallenrekords im Vorlauf über 3000 Meter. Bei den Europameisterschaften in Barcelona siegte er im Vorlauf über 5000 Meter mit Landesrekord und holte im Finale mit Bronze die erste Leichtathletikmedaille für Aserbaidschan bei großen internationalen Meisterschaften.
2011 gewann İbrahimov über 3000 Meter in 7:53,32 min die Silbermedaille bei den Halleneuropameisterschaften in Paris hinter Mo Farah. Bei den Europameisterschaften 2012 in Helsinki belegte İbrahimov den sechsten Platz.
Im März 2013 gewann er bei den Halleneuropameisterschaften 2013 im schwedischen Göteborg die Goldmedaille im 3000-Meter-Lauf.

## Persönliche Bestzeiten
- 1500 m: 3:45,00 min, 28. Juni 2009, Baku
- 3000 m: 7:34,57 min, 10. Mai 2013, Doha (aserbaidschanischer Rekord)
  - Halle: 7:41,48 min, 12. Februar 2012, Karlsruhe (aserbaidschanischer Rekord)
- 5000 m: 13:20,09 min, 9. Juni 2012, Villeneuve-d’Ascq (aserbaidschanischer Rekord)
- 10.000 m: 30:06,64 min, 23. Juli 2009, Novi Sad